# Басир Гафаров
Баси́р Гафа́рович Гафа́ров (крим. Basır Ğafar oğlu Ğafarov; 10 січня 1907, Бештарим, Керченський повіт — червень 1991, Булганак, Крим) — кримськотатарський вчений-філолог, лінгвіст, учасник національного руху кримських татар.

## Біографія
Народився 10 січня 1907 року в селі Бештарим Сарайменської волості Керченського повіту (нині неіснуюче село в Ленінському районі Криму). Рано залишився сиротою, виховувався у родичів і з дитинства працював наймитом.
У середині 1920-х років навчався в педагогічному училищі села Тотайкой. З 1932 року викладав кримськотатарську мову та літературу у фабрично-заводському училищі при Керченському металургійному заводі імені Войкова. З 1934 по 1941 рік працював у Кримському обкомі партії.
З перших днів німецько-радянської війни був призваний на фронт до лав 51-ї армії. У 1941–1942 роках служив політруком роти на Кавказькому фронті. У 1942–1944 роках викладав історію партії в Урюпінському військовому піхотному училищі. У вересні 1944 року був демобілізований за станом здоров'я. Нагороджений орденом Вітчизняної війни II ступеня (1985).
Басиру Гафарову вдалося уникнути депортації. З грудня 1947 по березень 1951 року був аспірантом Інституту мовознавства та Інституту сходознавства Академії наук СРСР. Спочатку писав дисертацію з кримськотатарської мови, але через політичну ситуацію та статус репресованого народу тему не затвердили. У 1951 році він успішно захистив кандидатську дисертацію на тему «Система дієвідмінювання в гагаузькій мові».
З 1952 по 1969 рік працював у бібліотеці Московського ґрунтового інституту та Державній бібліотеці імені В. І. Леніна. Після виходу на пенсію працював у НДІ загальної педагогіки АПН СРСР.
Помер у червні 1991 року у віці 84 років і, згідно із заповітом, похований у селі Булганак (нині Кольчугине) Сімферопольського району.

## Наукова та громадська діяльність
Басир Гафаров присвятив своє життя вивченню та збереженню кримськотатарської мови, фольклору та культури. Він вивчав творчість Ісмаїла Гаспринського, історію ісламської культури, археологію та літературу тюркських народів.
Однією з головних справ його життя було укладання російсько-кримськотатарського словника. Однак радянська влада заборонила його видання, а багаторічна праця вченого була вилучена із заявою, що такої мови не існує. Доля словника досі невідома.
З середини 1950-х років, після зняття з кримських татар статусу спецпереселенців, Басир Гафаров долучився до національного руху. Він був одним із перших, хто звертався до вищих органів влади СРСР щодо становища кримських татар. Його підписи стоять на колективних листах на ім'я Микити Хрущова та Дмитра Шепілова, а також на «Зверненні кримськотатарських військовослужбовців».
Гафаров активно виступав за збереження національної мови та культури, вважаючи, що для повернення на батьківщину необхідно не лише звертатися до влади, а й зберігати національні традиції. Він читав спецкурс для студентів кримськотатарського факультету Ташкентського педінституту імені Нізамі, де зблизився з активістами національного руху та брав участь у розробці стратегії боротьби за повернення до Криму.
Перед смертю Басир Гафаров заповів свою багату особисту бібліотеку, що налічувала близько 2000 томів, та науковий архів Республіканській кримськотатарській бібліотеці імені І. Гаспринського.